# Sentenced
Sentenced je bio finski gothic metal sastav koji je u ranim danima svirao melodični death metal. Sastav je osnovan 1989. u Muhosu i raspao se 2005.

## Povijest

### Rane godine (1988. – 1991.)
Sentenced je 1988. osnovan kao Deformity, a 1989., nakon nekoliko promjena postave, promijenili su ime u Sentenced. Izvornu postavu činili su gitarist i pjevač Miika Tenkula, gitarist Sami Lopakka, bubnjar Vesa Ranta i basist Lari Kylmänen.
Snimili su dva demoalbumi: When Death Joins Us... 1990. i Rotting Ways to Misery 1991. Sastav je svoj prvi diskografski ugovor potpisao s francuskom diskografskom kućom Thrash Records nakon svog prvog demoalbuma.

### Shadows of the Past(1991. – 1993.)
Godine 1991., basist Taneli Jarva pridružio se sastavu, zamijenivši Kylmänena upravo kad je sastav trebao snimiti svoj debitanski album, Shadows of the Past. U onom vremenu njihov glazbeni stil bio je brz, tipičan europski death metal. U proljeće 1992. snimili su promotivnu kasetu s tri pjesme, Journey to Pohjola, i kao rezultat toga dobili ugovor s finskom kućom Spinefarm Records. Do godine 1992. odradili su preko 50 koncerata uživo i prodali svih 1500 kopija svog debitantskog albuma Shadows of the Past, svoja ranija dva demoalbuma i mnogo ostalih materijala.

### North from Here(1993. – 1994.)
Drugi album, North from Here, objavljen je u proljeće 1993., a kasnije iste godine The Trooper EP. Jarva je preuzeo glavne vokalne dužnosti koristeći drugačiji stil od Tenkulina. Upravo je North From Here sastava privukao pozornost njemačke diskografske kuće Century Media Records, a 1994. Sentenced napušta Spinefarm kako bi krenuo prema širem tržištu s novim ugovorom za više albuma pod Century Media.

### Amok(1994. – 1996.)
Godine 1995. Sentenced objavilo svoj 'probojni' album Amok koji mnogi smatraju njihovom najboljim radom. U usporedbi s ranijim albumima, glazba je nešto usporila, poprimajući melodičniju strukturu. Pjesma "Nepenthe" dopunjena je glazbenim spotom i sastav je krenuo na europsku turneju u dvije cjelovečernje turneje podržavajući Samaela i Tiamata.
U jesen sastav objavljuje CD Love and Death.
Glazbeno, zadržao je prilično sličan koncept kao Amok, jer su pjesme napisane otprilike u isto vrijeme. Sentenced su postigli uspjeh na tržištima doom/death, ali Jarva je napustio sastav zbog glazbenih razlika.

### Down(1996. – 1998.)
Nakon Jarvinog odlaska, Ville Laihiala iz sastava Breed pridružio se sastavu 1996., samo nekoliko tjedana prije nego što je sastav trebao krenuti u Njemačku kako bi snimili svoj četvrti album Down s producentom Waldemarom Sorychtom. Još jednom je glazba postala melodičnija sa značajnim utjecajem britanskog heavy metala. Iste vrijeme, basist Sami Kukkohovi također se pridružio sastavu, ali samo kao pridruženi član na koncertima. Kasnije, u proljeće 1997. dobio je stalno mjesto u postavi. Album "Down" dobio je odlične kritike u glazbenim časopisima diljem svijeta, a proglašen je albumom mjeseca u njemačkim časopisima kao što su Rock Hard i Metal Hammer. Godine 1996. i sljedeće godine, Sentenced je bio na svjetskom pohodu uspjeha.

### Frozen(1998. – 2000.)
Peti studijski album sastava, Frozen, također je snimljen u Woodhouse studiju, a objavljen je 1998., stilski je sličan albumj Down. Laihiala i Kukkohovi su započeli svirati u sastavu, pa su sudjelovali u procesu skladanja, što je rezultiralo sljedećim albumom: Frozen. Godine 1999. izdano je posebno izdanje albuma Frozen, koje je sadržavalo promijenjenu boju (zlatne) naslovnice i preuređen redoslijed pjesama, s četiri obrade pjesama.

### Crimson(2000. – 2002.)
Sljedeći album Sentenceda koji je objavljen bio je Crimson 2000. Singl "Killing Me, Killing You" demonstrirao je okretanje sastava od melodičnog death metala. Nakon albuma uslijedila je opsežna turneja. Tada sastav je prvi put posjetio SAD. Album završio je na 1. mjestu finskoj ljestvici albuma.

### The Cold White Light(2002. – 2004.)
Dvije godine nakon toga objavljena je The Cold White Light, sastav je viđen u malo drugačijem svjetlu, tekstovi su pokazali nešto samoironije, pa čak i rijetku pozitivnu oštricu. Objavili su singl "No One There" koji je završio na 1. mjestu na finskoj ljestvici nakon opsežne američke turneje uz Killswitch Engage, Dark Tranquility i In Flames. Album je završio na 45. mjestu na njemačkoj ljestvici albuma. Singl "No One There" bio je na 1. mjestu i na finskoj top listi singlova. Sastav je otišao na europskom turneju s Lacuna Coil.
Nakon The Cold White Light, objavili su CD singl 2003. zajedno s pjesmama drugih sastava na kompilacijskom singlu s četiri pjesme koji je bio posvećen Oulunu Kärpätu, hokejaškom timu iz rodnog grada sastava, Routasydäna (u prijevodu "Heart of Permafrost") ostaje jedina pjesma Sentenced otpjevana na finskom i ne može se pronaći drugdje. Pjesma je izazvala veliku pomutnju u Finskoj, jer je nekoliko političara pregledalo tekst i tvrdilo da sadrži nacističke prizvuke, što je sastav uporno opovrgavao.

### The Funeral Albumi završni nastupi (2005.)
U početku 2005. sastav je najavio da će njihovo sljedeće izdanje, The Funeral Album, biti njihovo posljednje. Odradili su oproštajne nastupe tijekom proljeća i ljeta i završili završnim nastupom 1. listopada 2005. u svom rodnom gradu Ouluu. Koncertni film Buried Alive, redatelja Mike Ronkainena, snimljen na pogrebnoj svirci, premijerno je prikazan na Oulu Music Video Festivalu 9. rujna 2006. Godine 2005. The Funeral Album dobio je zlatni status u Finskoj za prodaju veću od 15.000 primjeraka, snimka događaja snimljena je na DVD-u Buried Alive ! CD je bio na vrhu finske ljestvice albuma nakon izlaska u svibnju 2005. i završio je na 49. mjestu njemačke ljestvice kontrole medija. Singl "Ever-Frost" otišao je ravno na 1. mjesto na službenoj finskoj ljestvici singlova i ostao tamo 6 uzastopnih tjedana.

### Posljedice (2006. – danas)
Sentenced su nagrađeni platinastom nagradom u rodnoj Finskoj za njihov postumni DVD uživo Buried Alive. Trofej je uručen bivšim članovima sastava na zabavi povodom 20. obljetnice Century Media u klubu Tavastia u Helsinkiju 14. kolovoza 2008., gdje su Poisonblack i kolege iz izdavačke kuće Norther i Kivimetsän Druidi svirali ekskluzivne nastupe kako bi na pravi način proslavili ovaj poseban događaj.
Sva nada da će se sastav vratiti nestala je kada je gitarist i osnivač Miika Tenkula umro 19. veljače 2009. Dana 26. lipnja 2009. njegova obitelj objavila je da je Miika preminuo od srčanog udara uzrokovanog genetskom srčanom bolešću koju je imao mnogo godina prije prekida. Pokopan je na groblju Kirkkosaari u rodnom Muhosu.
Dana 13. studenoga 2009., Sentenced je objavio box set od 16 CD-a i 2 DVD-a koji bilježe njihovu cijelu karijeru u kutiji u obliku lijesa. Box-set također uključuje rijetke i prethodno neobjavljene pjesme.
Godine 2011. nekoliko ruskih sastava objavilo je tribute album. Album se zove "Russian Tribute To Sentenced".
Dana 12. prosinca 2014. objavljena je knjiga koju je napisao Matti Riekki, finski rock novinar, o povijesti sastava. Zove se "Täältä Pohjoiseen - Sentencedin Tarina". Nakon što je godinama bio dostupan samo na finskom, engleski prijevod objavljen je 2021. Naslov u prijevodu znači "North from Here – The Story of Sentenced."
Vesa Ranta u rujnu 2019. objavio je knjigu fotografija Agony Walk – On the Road with Sentenced. Sami Lopakka objavio je svoj prvi roman Marras u siječnju 2014. Roman govori o europskoj turneji izmišljenog metal sastava iz Oulua i sadrži elemente inspirirane njegovim iskustvima s prethodne turneje sa Sentenced.

## Članovi
Finalna postava
- Vesa Ranta – bubnjevi (1989. – 2005.)
- Miika Tenkula – gitara (1988. – 2005.), vokal (1988. – 1992.), klavijature (1993. – 1994., 1998.), bas-gitara (1996.)
- Sami Lopakka – ritam gitara (1989. – 2005.), klavijature (1993. – 1994.)
- Ville Laihiala – vokal (1996. – 2005.)
- Sami Kukkohovi – bas-gitara (1997. – 2005.)

Bivši članovi
- Lari Kylmänen – bas-gitara (1988. – 1991.)
- Taneli Jarva – bas-gitara (1991. – 1996.), vokal (1992. – 1996.)

## Diskografija
Studijski albumi
- Shadows of the Past (1991.)
- North from Here (1993.)
- Amok (1995.)
- Down (1996.)
- Crimson (2000.)
- The Cold White Light (2002.)
- The Funeral Album (2005.)